# Авель, твой брат
Авель, твой брат (пол. Abel, twój brat) — польский фильм в жанре психологическая драма режиссёра Януша Насфетера 1970 года.

## Сюжет
История повествует о том, как двенадцатилетний Кароль пытается всеми способами приспособиться к образу жизни, который ведут его одноклассники. Эти самые приятели заставляют Кароля избить маленького мальчика. А когда они узнают, что Кароль рассказал об этом своей маме, начинают жестоко ему мстить...

## В ролях
- Филип Лободзиньский — Кароль Матулак
- Генрик Голембевский — Генрик Балон
- Роман Мосиор — Антони Бонцала
- Войчех Скут — Ежи Заграек
- Эдвард Дымек — Вальдемар Пацух
- Катажина Ланевска — мама Кароля
- Анджей Бочула — Юзеф Саломон
- Войчех Андрулевич — Ереми Матущак
- Анна Новак — Анна Пацуланка
- Дорота Чайко — Бася Егоров
- Бохдан Грачик — Богдан
- Богдан Издебский — Адам Пежхала
- Здзислав Лесняк — учитель польского языка и географии
- Кристина Фельдман — 'учитель музыки
- и другие

## Награды
1971:
- «Złote Poznańskie Koziołki» на Национальном фестивале фильмов для детей в Познане
- награда на Любуском Лете в Лагове
- «Серебряная медаль» и «Детский приз жюри» на ММК в Москве
- награда на Международном кинофестивале для детей в Тегеране[1]